# Прибутковий будинок Покровського
Прибутковий будинок Покровського, також прибутковий будинок Пітри — пам'ятка архітектури та містобудування місцевого значення, колишній прибутковий будинок початку XX століття у центрі Харкова, розташований на перетині вулиць Чернишевської та Ярослава Мудрого. Зведений в 1912—1913 роках за проєктом архітектора Володимира Покровського в стилі романтичного модерну.

## Історія
Попри те, що будівля відома серед харківців як «будинок Пітри», ініціатором будівництва став харківський єпархіальний архітектор Володимир Миколайович Покровський, який у 1909 році придбав земельні ділянки у вдови псаломника Олександри Федорівни Попової для зведення власного прибуткового будинку. Архітектор планував оселитися з родиною в одній із квартир, а решту, 11 квартир — здавати в оренду. Будівля споруджена у 1912—1913 роках і вважалася однією з найсучасніших та найрозкішніших у місті. Чотириповерховий будинок з мезоніном мав усі технічні новації свого часу: центральне водяне опалення, електрику, водогін, каналізацію, ванні кімнати, телефони. Кожна квартира була оснащена кухнею, балконом, паркетними підлогами та декоративним оздобленням. У дворі були облаштовані льодовик, стайня, каретні сараї та гараж для автомобілів архітектора.
Загальна вартість будівництва становила понад 93 000 рублів. Через перевищення бюджету Покровський у 1911 році був змушений закласти будинок у Полтавському земельному банку, а згодом взагалі виставити на продаж, бо будинок попри вигідне розташування не приносив достатньо заробітку. У 1913 році будівлю придбали опікуни малолітнього дворянина Георгія Євгеновича Пітри як вигідне інвестиційне вкладення спадкового капіталу. Сума угоди склала 144 000 рублів, з яких понад 80 000 були спрямовані на погашення банківського боргу. Архітектор залишив за собою квартиру на другому поверсі, яку надалі орендував у нових власників. Сім'я Пітри оселилася в просторій восьмикімнатній квартирі на першому поверсі. У 1914 році річна дохідність від оренди квартир сягала понад 13 000 рублів. Крім того, опікуни Пітри придбали ще одну прилеглу ділянку.
У 1920 році будинок націоналізовано. У радянський період у ньому діяли державні установи, зокрема Центральна контрольна комісія КП(б)У, Народний комісаріат робітничо-селянської інспекції та НДІ ливарного машинобудування. Пізніше частину приміщень зайняли офіси та комерційні структури. У XXI столітті будівлю реставровано.
Колишній прибутковий будинок є пам'яткою архітектури та містобудування місцевого значення (охоронний № 7490-Ха), а також пам'яткою історії місцевого значення (охоронний № 79).

## Архітектура
Прибутковий будинок виконаний у стилі романтичного модерну, характерного для початку XX століття. У плані будинок Г-подібний, має два головні асиметричні фасади, що виходять на Чернишевську та Ярослава Мудрого. Композиційно цікавим є рішення із частковим тинькуванням першого та останнього поверхів і еркерів, тоді як другий і третій поверхи оздоблені під цеглу. З боку Чернишевської вулиці домінує закруглений еркер на чотири вікна. Між поверхами розміщено декоративні вставки з абстрактною ліпниною, а на четвертому поверсі — колонада, що підтримує антаблемент із карнизом. Над еркером розташований щипець, прикрашений ліпниною у вигляді симетричних композицій з орлами серед листя. Вхідна група акцентована двома невисокими півколонами, які перетікають у кронштейни, що підтримують широкий балкон. На третьому та четвертому поверхах — ще по одному балкону. Сандрики вікон, як і карниз, прикрашені ліпниною з рослинними мотивами. Наріжна композиція виділена витягнутою вгору вежею з куполом і флюгером на еркері. Вона прикрашена вставками з рустом, ліпниною та карнизами. Деталі з боку вулиці Ярослава Мудрого повторюють перший фасад. Однак з цієї сторони будинок ширше, еркер зроблено прямокутним з відкритими балконами. Колони та стіни також прикрашені рослинною та квітковою ліпниною. Правий край фасаду підкреслено ризалітом із балконом і фронтоном у завершенні. Частина будинку з боку Ярослава Мудрого перекрита прибудовою ресторану.

## Галерея

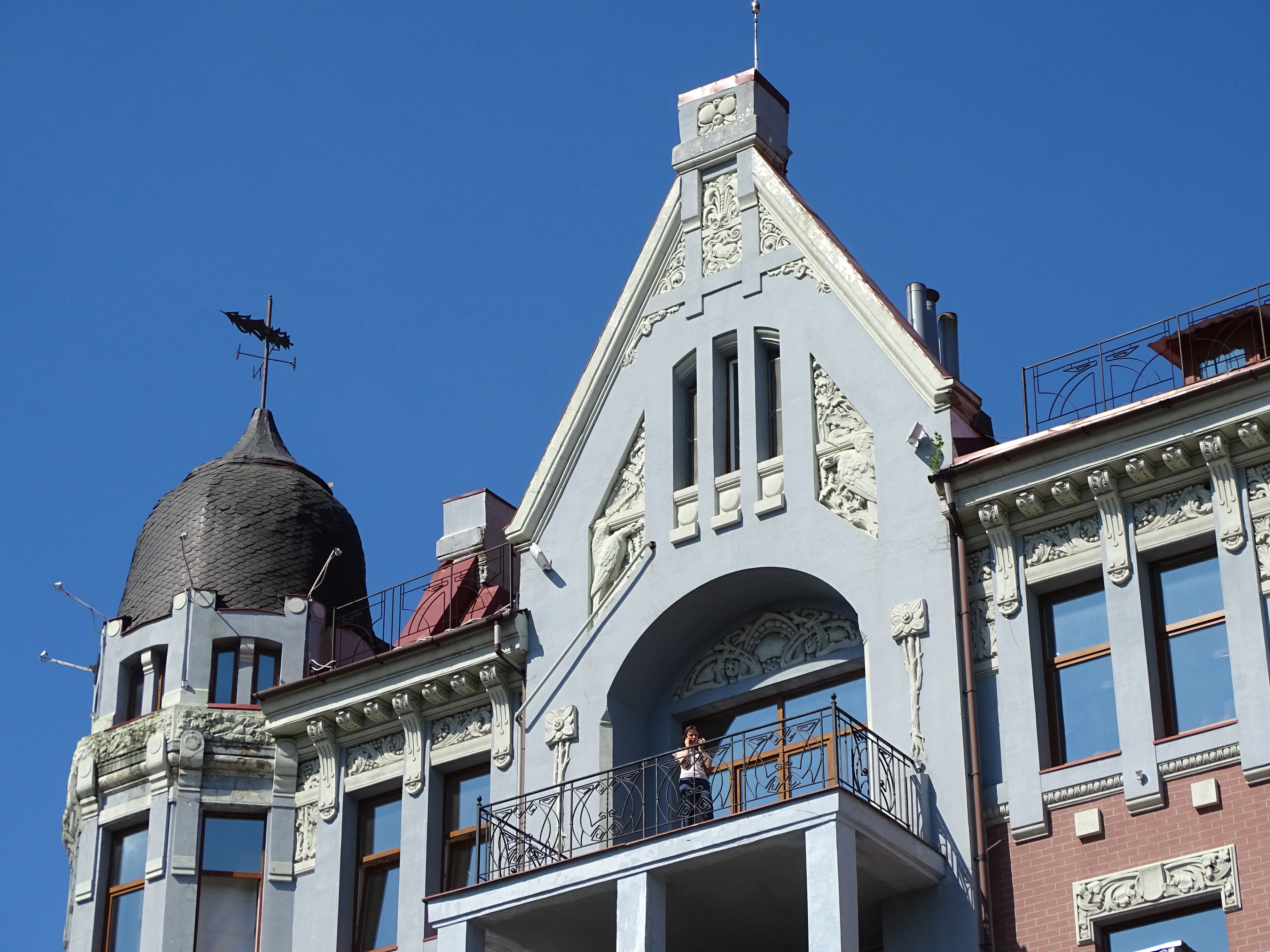
Купол і щипець
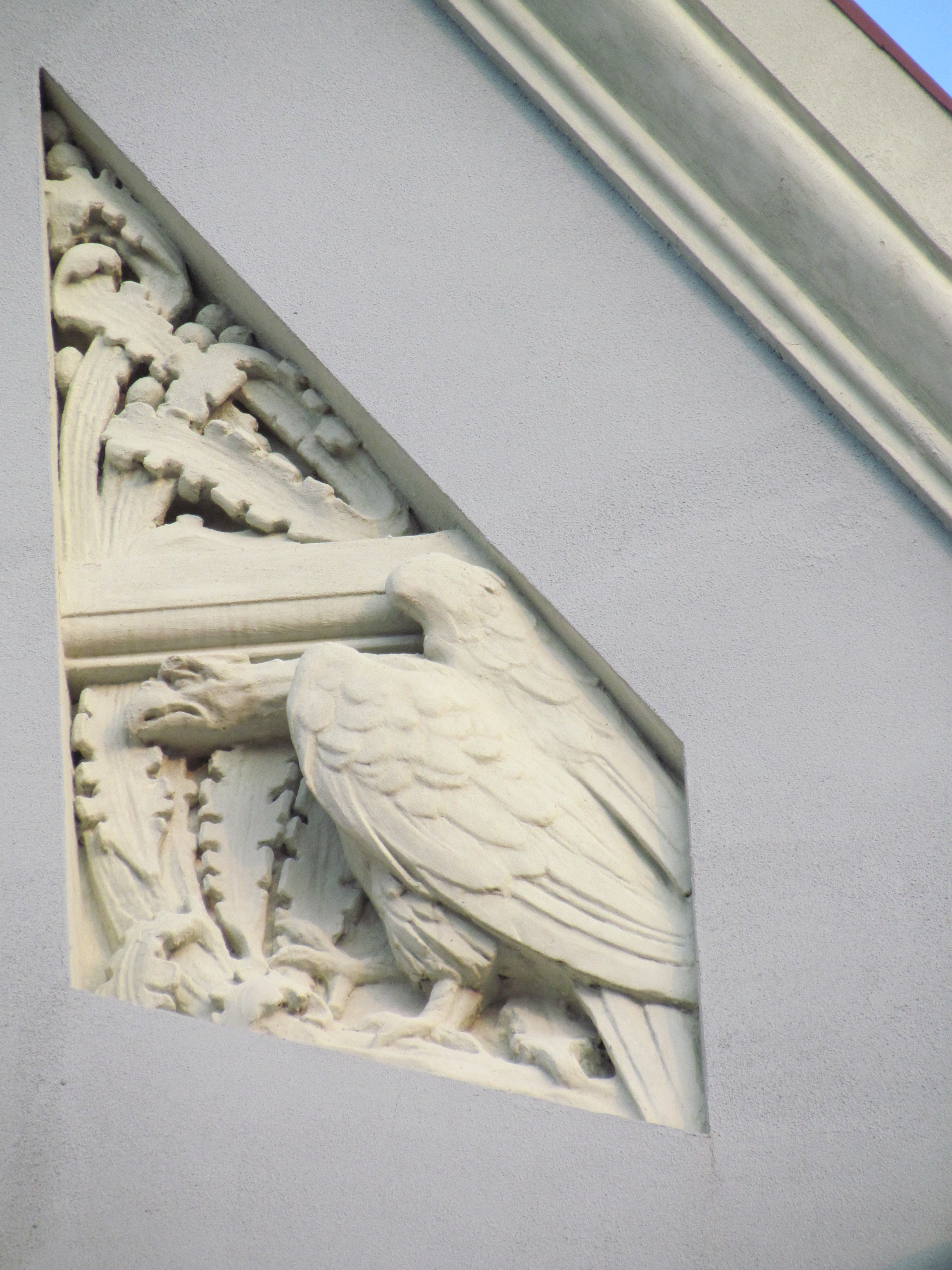
Ліпнина з орлом серед листя
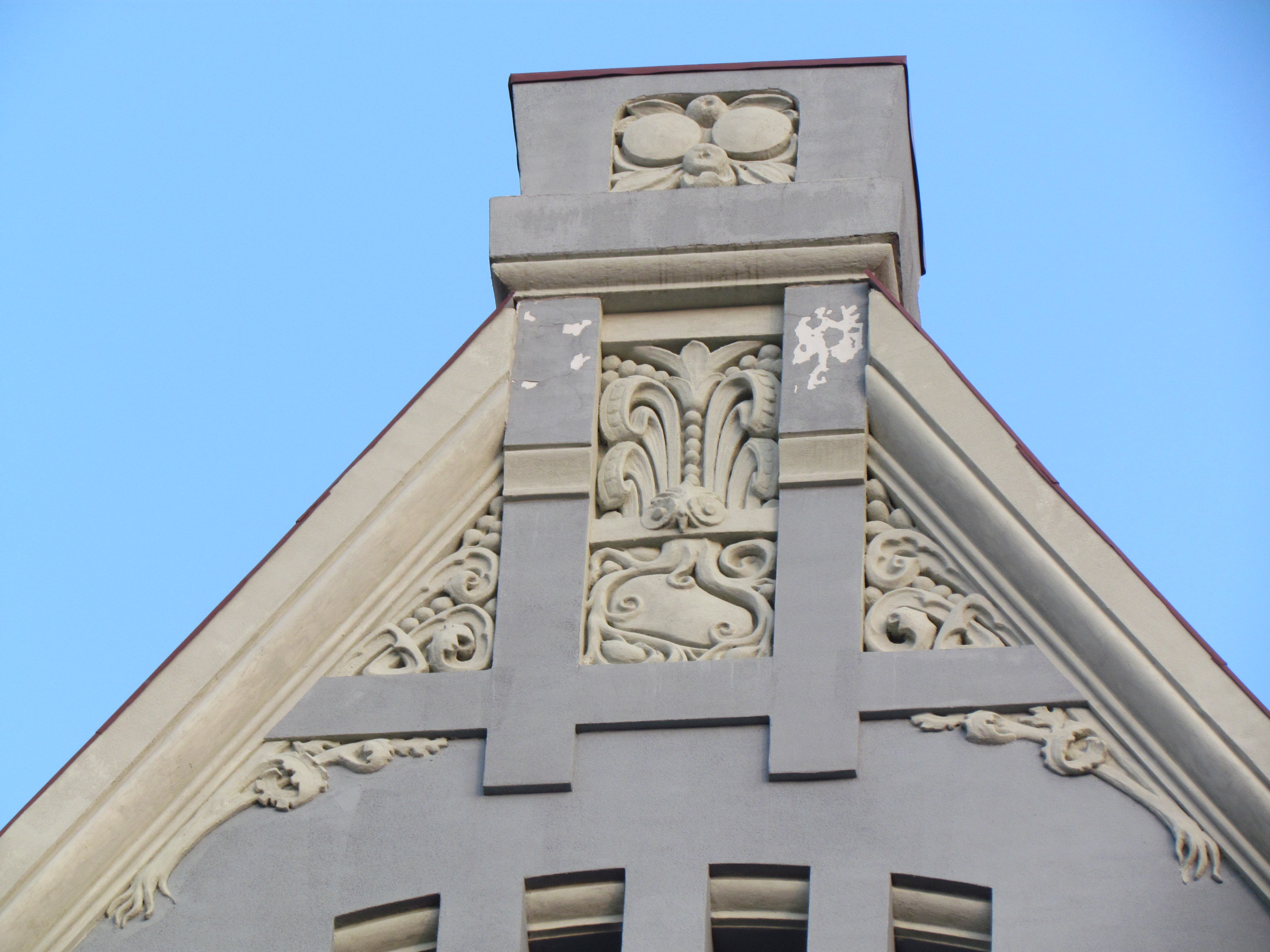
Деталі щипця
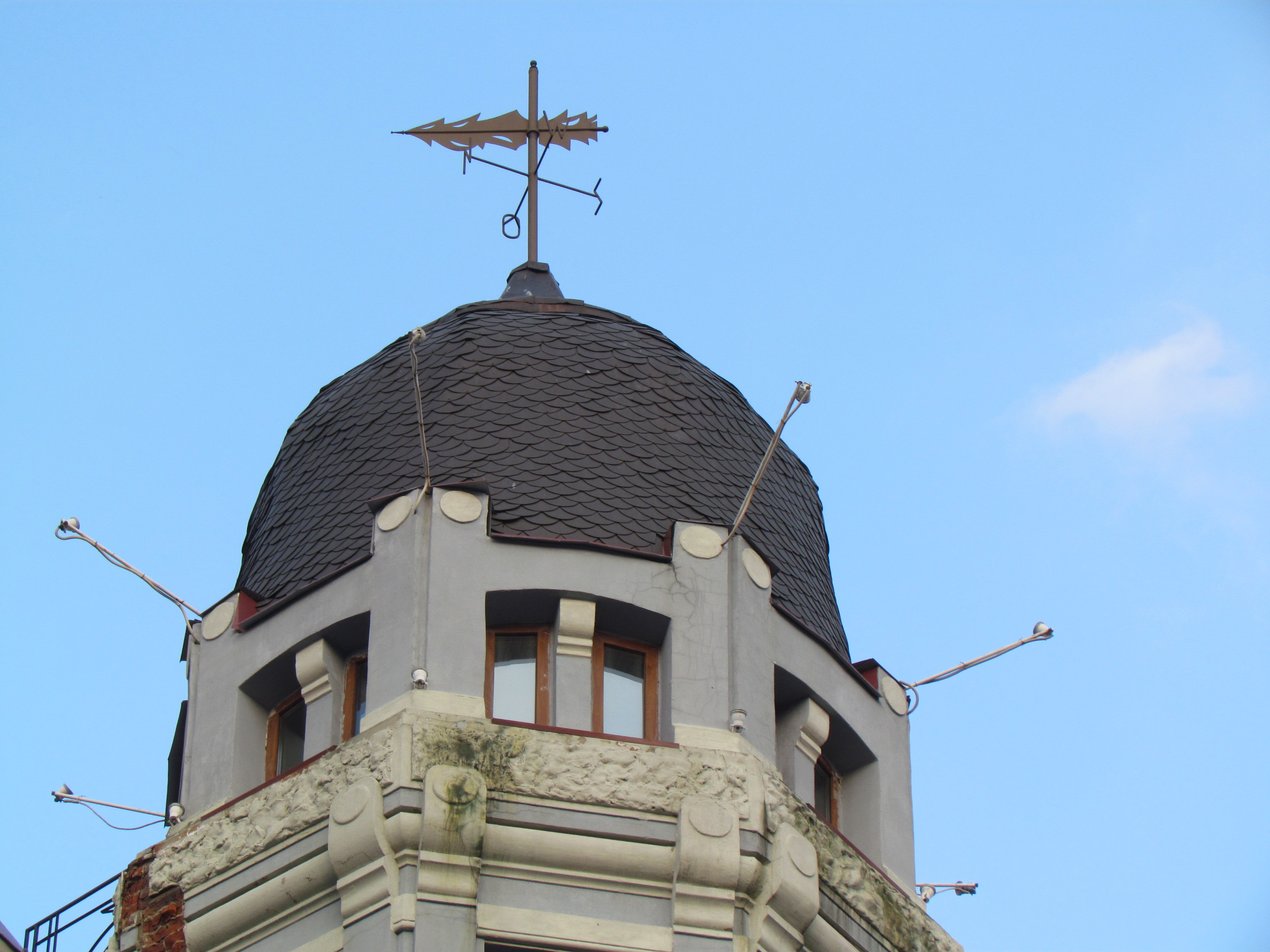
Купол
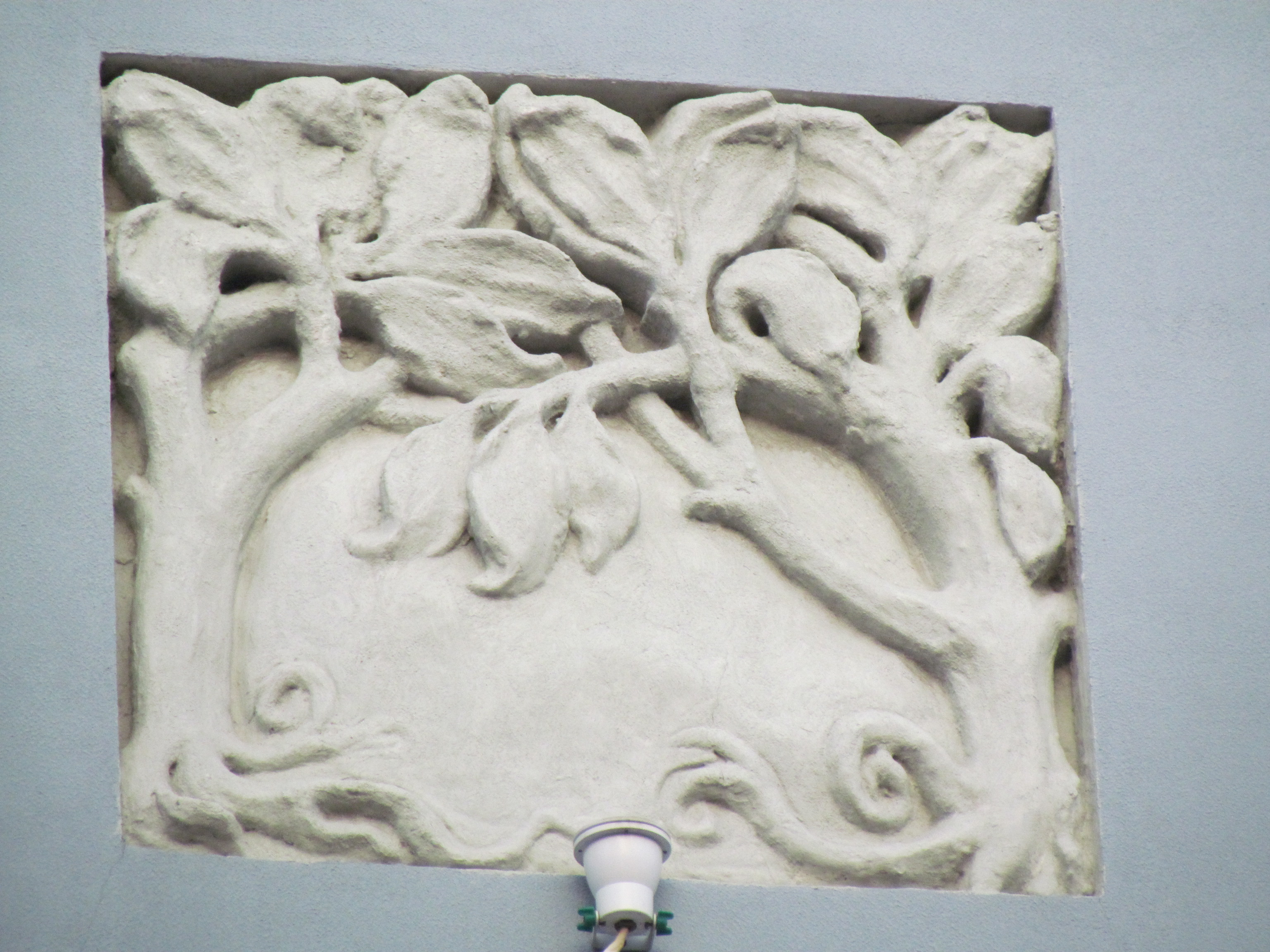
Ліпнина з крихітними деревами
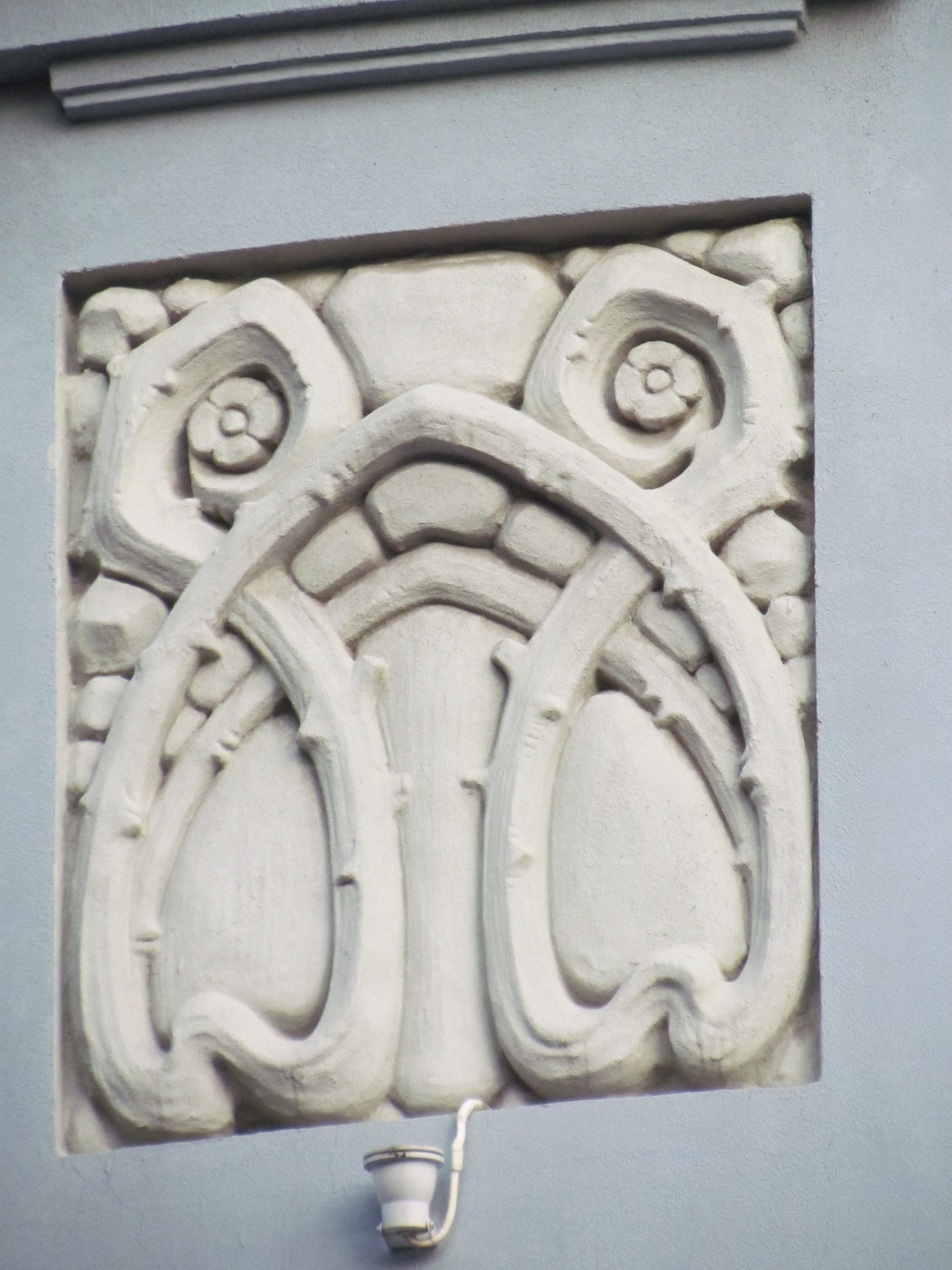
Абстрактна ліпнина
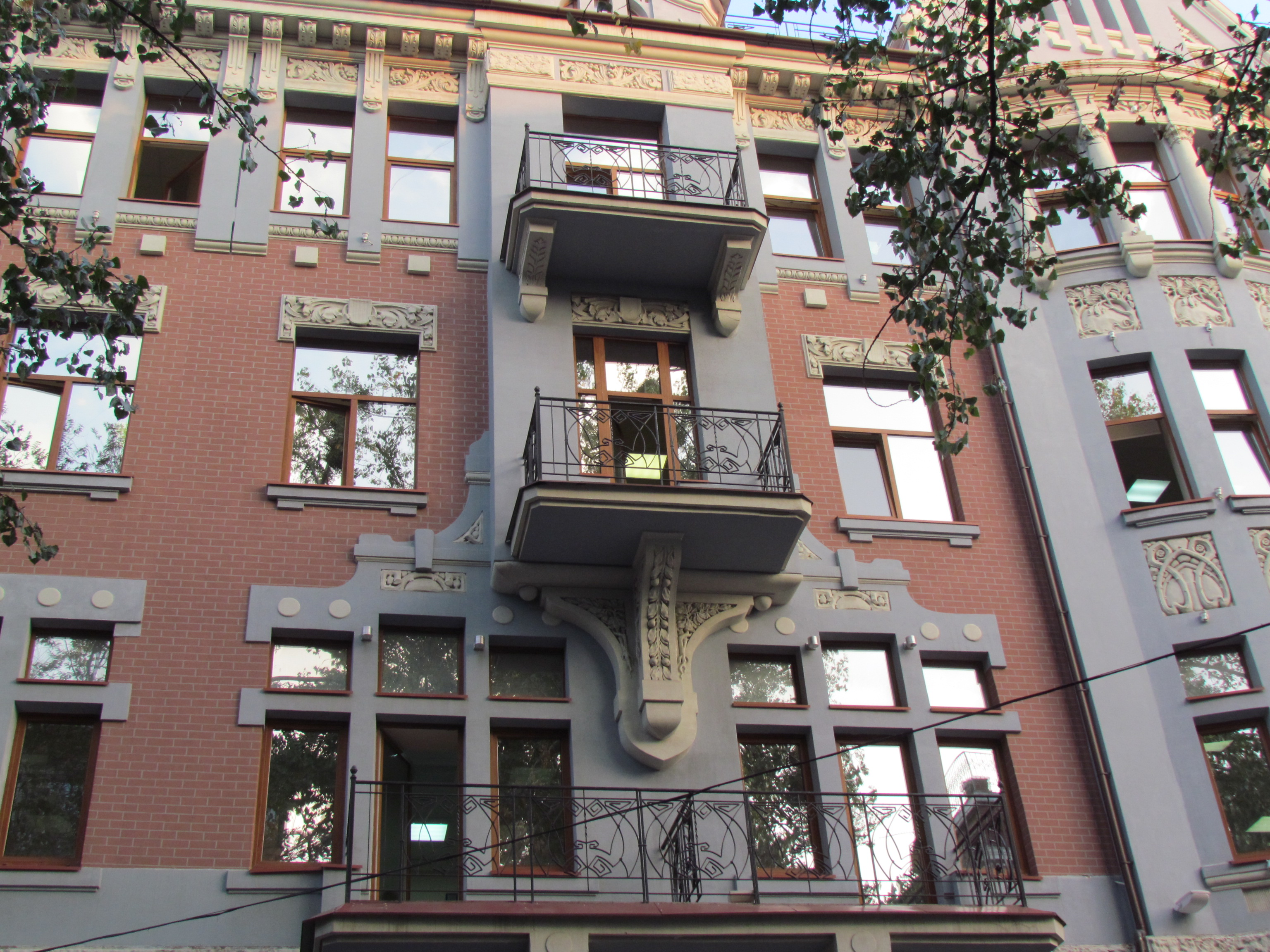
Фасад з боку Чернишевської
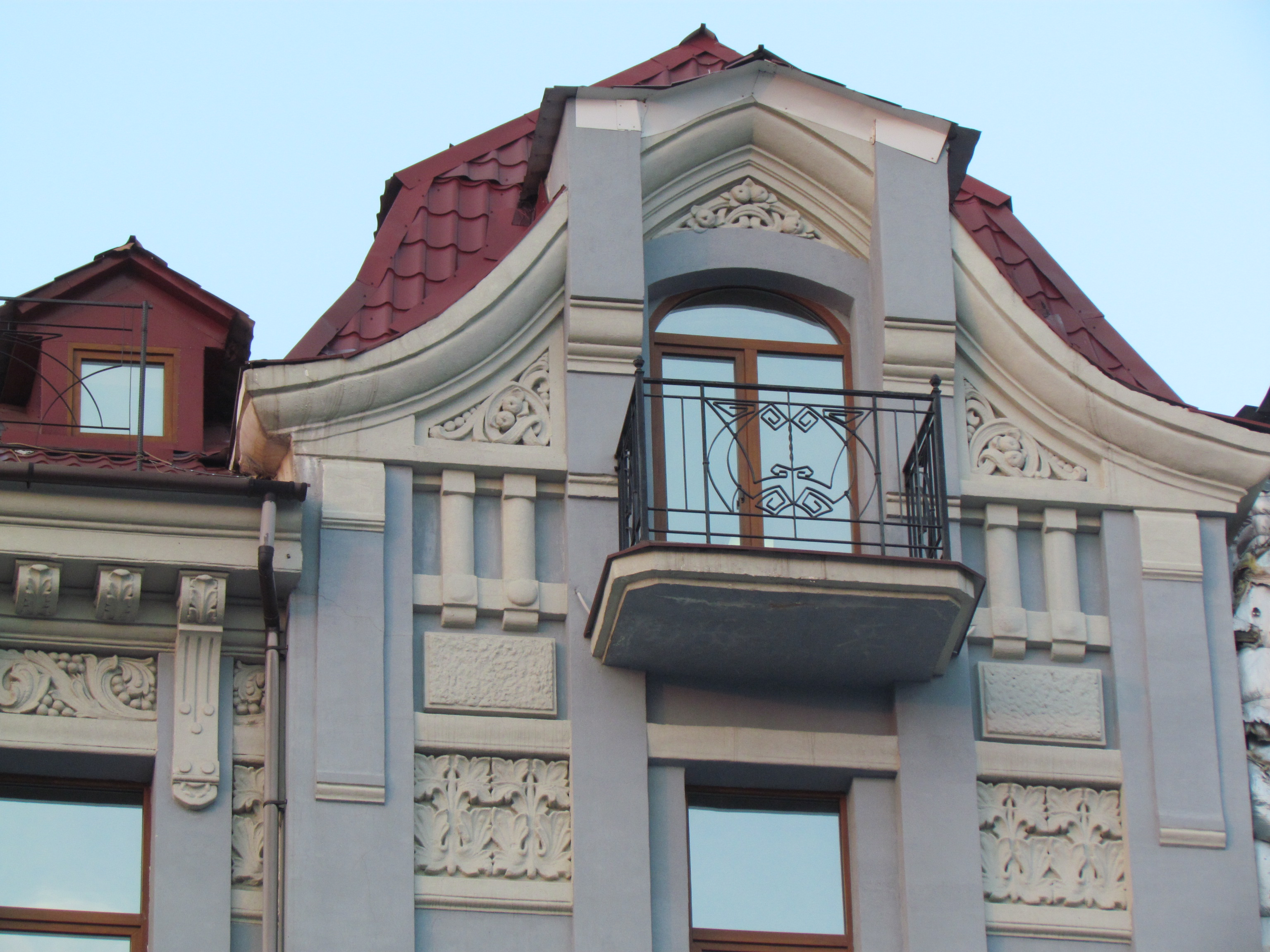
Деталі фасаду